# 瀍河回族区
瀍河回族区是河南省洛阳市的市辖区。面积约29平方公里，总人口約23万人。

## 人口民族
根据第七次人口普查数据，截至2020年11月1日零时，瀍河回族区常住人口为222833人。
总人口约17万，回族人口约2.8万，占总人口的16.7%。

## 行政区划
瀍河回族区下辖8个街道办事处、1个镇：
东关街道、瀍西街道、五股路街道、北窑街道、塔湾街道、杨文街道、华林新村街道、问礼街道和白马寺镇。